# Siem Reap (Provinz)

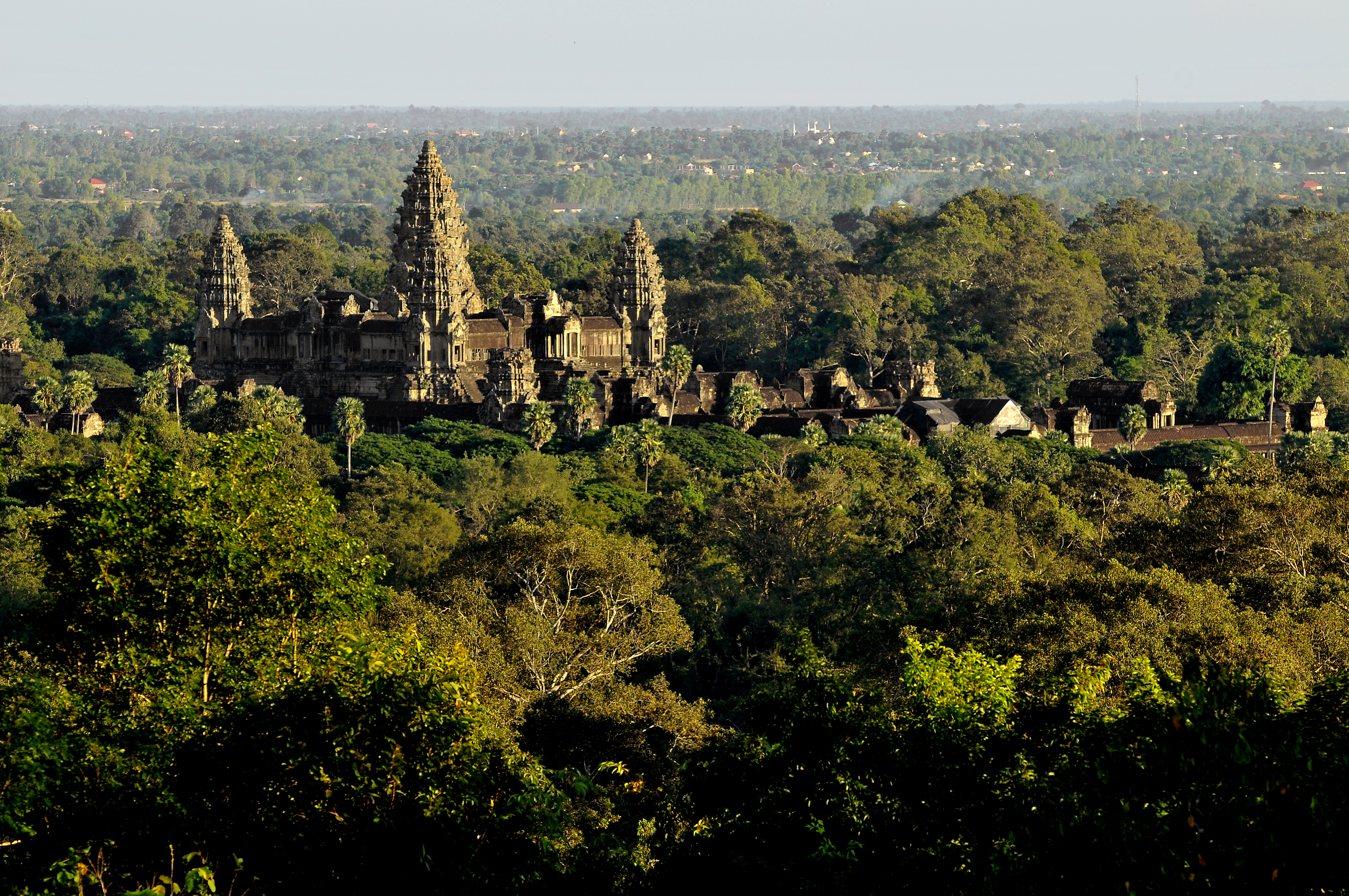
Blick auf Angkor Wat

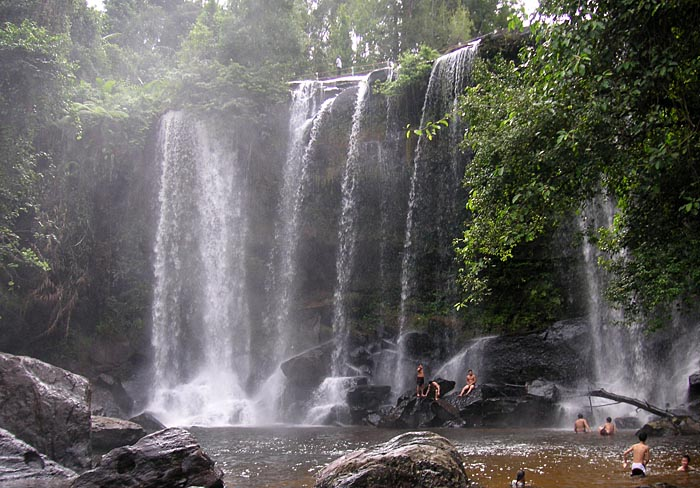
Phnom Kulen Wasserfall

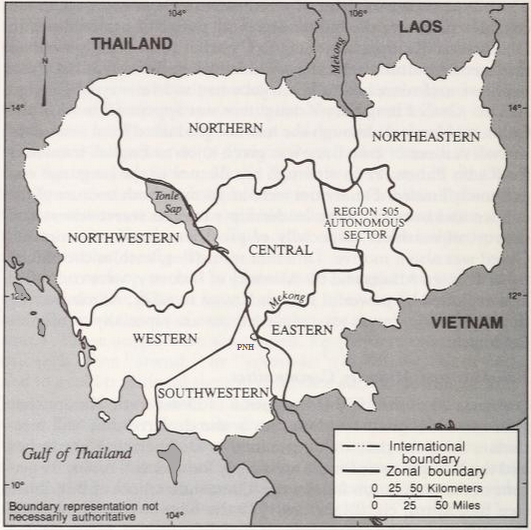
Einteilung von Democratic Kampuchea in Zonen zwischen 1975 - 1979.

Siem Reap (Khmer សៀមរាប, IPA: [siəm riəp], Thai เสียมเรียบ wörtlich Niederlage von Siam - Thailand oder auch เสียมราฐ wörtlich Gebiet von Siam, Gebiet der Thai) ist eine kambodschanische Provinz.

## Übersicht
Die Provinzhauptstadt heißt ebenfalls Siem Reap. Siem Reap grenzt im Norden an die Provinz Oddar Meanchey, im Osten an die Provinz Preah Vihear und Kampong Thom, im Süden an den Tonle-Sap-See und an die Provinz Battambang und im Westen an die Provinz Banteay Meanchey. Die Provinz ist berühmt für ihre vielen Tempelruinen und Tempelanlagen von Angkor. Weltberühmt ist der Tempel Angkor Wat und die Stadt Angkor Thom.
Die Provinz wird in 12 Bezirke, 100 Kommunen und 907 Dörfer unterteilt:

## Bezirke
| Geocode | Khmer      | Bezirksnamen  |
| ------- | ---------- | ------------- |
| 1701    | ស្រុកអង្គរជុំ   | Angkor Chum   |
| 1702    | ស្រុកអង្គរធំ   | Angkor Thum   |
| 1703    | ស្រុកបន្ទាយស្រី  | Banteay Srei  |
| 1704    | ស្រុកជីក្រែង    | Chi Kraeng    |
| 1705    | ស្រុកក្រឡាញ់    | Kralanh       |
| 1706    | ស្រុកពួក      | Puok          |
| 1707    | ស្រុកប្រាសាទបាគង | Prasat Bakong |
| 1708    | ក្រុងសៀមរាប    | Siem Reap     |
| 1709    | ស្រុកសូត្រនិគម  | Soutr Nikom   |
| 1710    | ស្រុកស្រីស្នំ    | Srei Snam     |
| 1711    | ស្រុកស្វាយលើ    | Svay Leu      |
| 1712    | ស្រុកវ៉ារិន     | Varin         |

## Einwohnerentwicklung
| Jahr | Einwohnerzahlen |
| ---- | --------------- |
| 1998 | 696.164         |
| 2008 | 896.443         |
| 2013 | 922.982         |
| 2017 | 1.144.000       |
| 2019 | 1.014.234       |

## Geschichte
Während der Herrschaft des siamesischen Königs Rama I. wurde das Gebiet von Siem Reap 1795 Teil des siamesischen Königreichs. 1907 erfolgte ein Gebietstausch zwischen Französisch-Indochina und Siam. Die Gebiete der heutigen Provinzen Battambang, Oddar Meanchey, Banteay Meanchey und Siem Reap gingen zurück nach Kambodscha. Die kambodschanische Provinz Trat ging an Siam. Frankreich hatte 1863 Kambodscha zum Protektorat erklärt. 1867 wurde die Grenze zwischen Siam und dem Protektorat vertraglich unter Druck Frankreichs festgelegt. Nach dem Ausbruch des Zweiten Weltkriegs und dem Sieg Deutschlands gegen Frankreich kam es zu Kämpfen zwischen Thailand und der Kolonialmacht Frankreich. Teile des Gebiets von Siem Reap kamen wieder unter thailändische Verwaltung. Nach dem Ende des Zweiten Weltkriegs geriet wiederum Thailand unter den Druck der UN, da das Land Mitglied der UNO werden wollte. 1946 musste Thailand die Gebiete wieder an das französische Protektorat zurückgeben. 
Nach der Unabhängigkeit des Königreichs Kambodscha am 9. November 1953 wurde das Gebiet der Provinz Siem Reap aus der Provinz Battambang herausgelöst und die eigene Provinz Siem Reap geschaffen. Während der Herrschaft der Roten Khmer bildete die Provinz Siem Reap zusammen mit Oddar Meanchey die Siem Reap - Oddar Meanchey Region (Region 106) der Nördlichen Zone. 1977-1978 wurden Bewohner der Östlichen Zone gewaltsam per Zug nach Siem Reap deportiert, da die Bewohner unter Verdacht standen mit den Vietnamesen sympathisiert zu haben. Viele der Deportierten wurden nach der Ankunft ermordet. Nach der Gründung der Volksrepublik 1979 wurde die Provinz wieder hergestellt.